# The American Scholar (rivista)
The American Scholar è una rivista letteraria trimestrale della Phi Beta Kappa Society, fondata nel 1932. La rivista ha vinto quattordici National Magazine Awards dall'American Society of Magazine Editors dal 1999 ad oggi. Inoltre, la rivista ha vinto quattro UTNE Independent Press Awards di Utne Reader, il più recente nel 2011 nella categoria "Best Writing".
La rivista prende il nome da un discorso di Ralph Waldo Emerson del 1837. Secondo il suo sito web, "la rivista aspira agli ideali di Emerson di pensiero indipendente, conoscenza di sé e impegno per gli affari del mondo, nonché a libri, storia e scienza". The American Scholar ha iniziato a pubblicare narrativa nel 2006 e "saggi, articoli, critiche e poesie sono stati i pilastri della rivista per 75 anni".